# Гига прави море
Гига прави море је приповетка Јасминке Петровић и њена прва књига, објављена 1996. године. У питању је прича о другарству. Кроз безазлену, веселу и маштовиту игру два дечака ауторка износи своје анти-ратне ставове. Деца ову причу доживљавају као смешну и забавну, а одраслима је тужна и дирљива. Књига је стекла своје обожаваоце и код деце и код одраслих, али суштински је остала непримећена.
Књига је илустрована, а илустрације је урадио Добросав Боб Живковић. Песму „Плаво море”, која се налази у књизи, написао је Игор Петровић.
Књига је, после 28 година, поново објављена у издању издавачке куће Креативни центар 2024. године. Ово издање је илустровала ауторкина ћерка, илустраторка Ана Петровић (познатија као Анатонија).

## О књизи
Пре приче Гига прави море Јасминка је, према сопственим речима „дуго крила од најближе околине да пише”. Инспирацију за ову причу пронашла је у стварном дечаку, док је посматрала свог сина, тада малог дечака, како се у дворишту игра са својим другаром Гигом. „Кад би се вратио кући”, прича даље Јасминка, „говорио је: 'Мама, Гига и ја смо направили море', па би сутрадан направили планину, следећег пута језеро... док једном нисам отишла иза зграде и видела да су то у ствари три дрвцета која су они слагали.
До тада је Јасминка радила у маркетиншкој агенцији, а после издавања ове књиге препознала је да контакт са децом за њу има смисла, да јој иде од руке и да то воли да ради. Напустила је све друге послове и посветила се дечјој књижевности.

### Друштвени контекст приче
Прича „Гига прави море” објављена је у време када се на просторима некадашње Југославије водио рат који је довео до распада државе. Постоји тематска повезаност између ове приче и романа Лето кад сам научила да летим, који је Јасминка Петровић написала 19 година касније. У оба дела јављају се последице рата, којима се сугерише универзална анти-ратна порука.